# 迷途新娘
《迷途新娘》（英語：Laapataa Ladies）是一部2023年印度印地語喜劇劇情片，由基蘭·拉奧執導，拉奧、阿米爾·罕和喬蒂·德什潘德監製。電影主演陣容包括妮坦希·戈埃爾、普拉蒂巴·蘭塔、斯帕爾什·什里瓦斯塔瓦、恰亞·卡達姆及拉維·基尚，講述了兩個年輕新娘在乘坐火車前往丈夫家時交換的故事。
本片2023年在第48屆多倫多國際影展上全球首映，2024年3月1日在印度院線上映。電影在故事、劇本和演員表演上取得影評界普遍好評。本片獲選代表印度角逐第97屆奧斯卡金像獎最佳國際影片，但未能獲得提名。

## 演員
- 妮坦希·戈埃爾（英语：Nitanshi Goel）飾演普兒·庫瑪麗（Phool Kumari）
- 普拉蒂巴·蘭塔（英语：Pratibha Ranta）飾演賈亞／普什帕·拉尼（Jaya / Pushpa Rani）
- 斯帕爾什·什里瓦斯塔瓦（英语：Sparsh Shrivastava）飾演迪帕克·庫馬爾
- 恰亞·卡達姆（英语：Chhaya Kadam）飾演曼朱·馬艾（Manju Maai）
- 拉維·基尚（英语：Ravi Kishan）飾演夏姆·馬諾哈督察（Inspector Shyam Manohar）
- 迪格士·庫馬爾（英语：Deepak Kumar）飾演杜比·吉（Dubey Ji）
- 阿拜·杜貝（Abhay Dubey）飾演囚犯

## 製作
《迷途新娘》是基蘭·拉奧繼《孟買日記》（2010年）之後的第二部導演作品。本片的監製之一阿米爾·罕在一次劇本創作比賽中發掘了比普拉布·戈斯瓦米（Biplab Goswami）的故事——《兩個新娘》（Two Brides），後與拉奧合作，將其製作成劇情長片。本片在中央邦塞霍尔县的巴穆利亞（Bamuliya）村和達曼赫達（Dhamankheda）村拍攝。電影直接取景當地的原樣房屋拍攝，當地村民在片中擔任配角。

## 發行
《迷途新娘》2023年9月8日在第48屆多倫多國際影展上全球首映。電影2024年3月1日在印度院線上映，由雅什·拉吉影片公司發行；2024年4月26日在串流媒體服務Netflix首度全球上線。

## 外部連結
- 互联网电影数据库（IMDb）上《迷途新娘》的资料（英文）